# Tombstone (pizza)
Pour les articles homonymes, voir Tombstone.

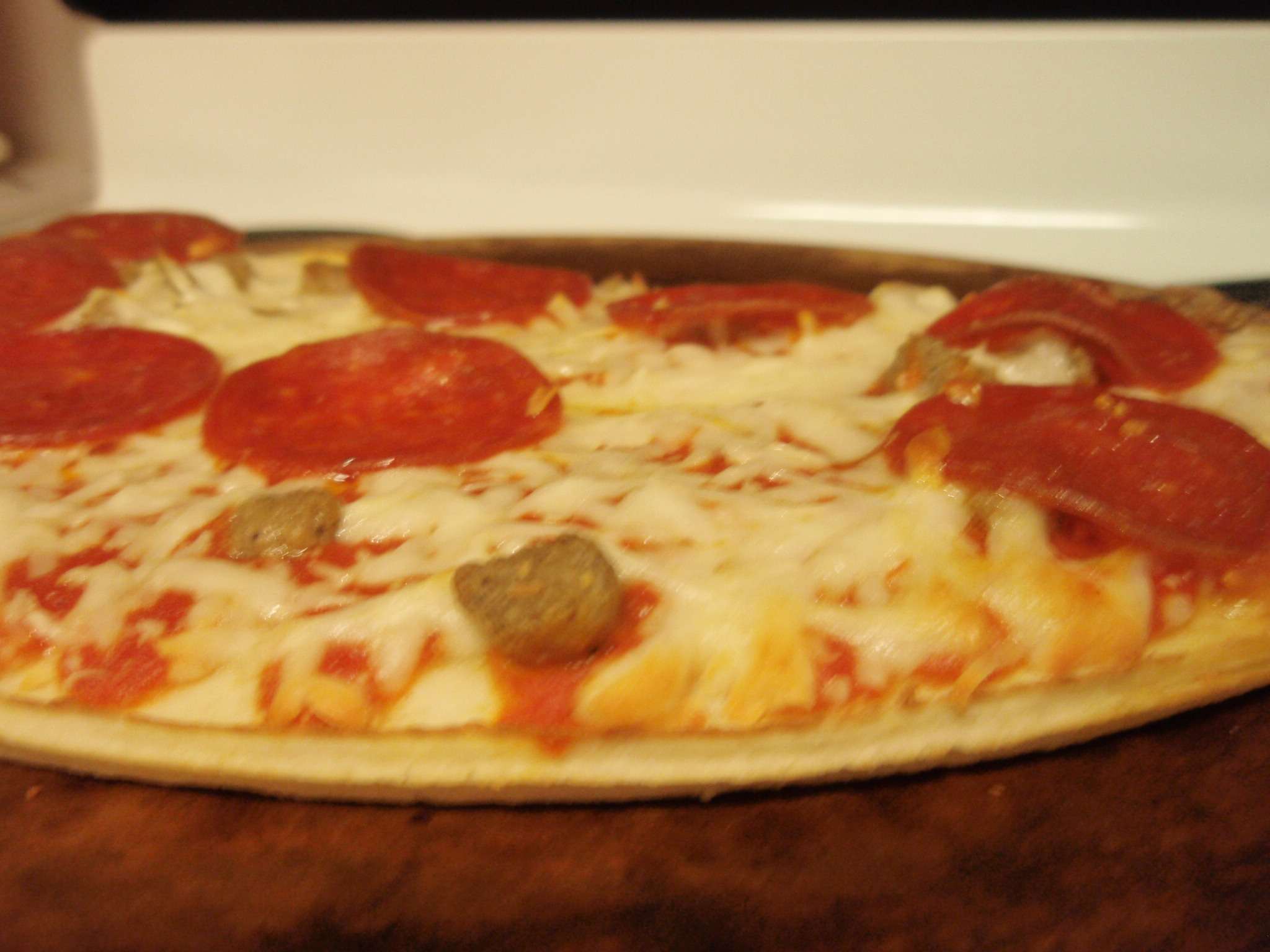
Une pizza Tombstone

Tombstone est une marque de pizza fondée en 1962 et appartenant au groupe agroalimentaire Nestlé.
La marque fut créée à Medford dans le Wisconsin aux États-Unis, par Ron et Pep Simek (1929 - 19 février 2013) où les pizza Tombstone doivent leur nom au bar où elles furent d'abord servies, The Tombstone Tap qui était situé à proximité d'un cimetière. De 1986 à 2010, Tombstone appartenu au groupe agroalimentaire américain Kraft Foods avant d'être cédée à Nestlé.
La marque commercialise 12 références.